# Кітіньяно
Кітіньяно (італ. Chitignano) — муніципалітет в Італії, у регіоні Тоскана,  провінція Ареццо.
Кітіньяно розташоване на відстані близько 210 км на північ від Рима, 55 км на схід від Флоренції, 22 км на північ від Ареццо.
Населення — 903 особи (2014).
Щорічний фестиваль відбувається 22 січня. Покровитель — San Vincenzo martire.

## Демографія
Населення за роками:

Станом на 1 січня 2023 року в муніципалітеті офіційно проживало 65 іноземців з 15 країн, серед них 28 громадян країн Євросоюзу.

## Сусідні муніципалітети
- Капрезе-Мікеланджело
- К'юзі-делла-Верна
- Субб'яно